# Emmesa colorata
Emmesa colorata is een keversoort uit de familie zwamspartelkevers (Melandryidae). De wetenschappelijke naam van de soort werd in 1900 gepubliceerd door Samuel Hubbard Scudder.